# Шумна квантова ера середнього масштабу
Поточний стан квантових обчислень  називають квантовою ерою шумних обчислень проміжного маштабу ( NISQ ),   яка характеризується квантовими процесорами, що містять до 1000 кубітів, які ще недостатньо розвинені для відмовостійкості або недостатньо великі для досягнення квантової переваги .   Ці процесори, чутливі до свого середовища (шуму) та схильні до квантової декогеренції, ще не здатні до безперервної квантової корекції помилок . Цей проміжний масштаб визначається квантовим об'ємом, який базується на помірній кількості кубітів та точності вентиля . Термін NISQ був введений Джоном Прескіллом у 2018 році.  
Згідно зі схемою Microsoft Azure Quantum, обчислення NISQ вважаються рівнем 1, найнижчим з рівнів реалізації квантових обчислень.  
У жовтні 2023 року квантовий процесор Atom Computing з ємністю 1180 кубітів вперше подолав позначку в 1000 кубітів.  Однак станом на 2024 рік лише два квантові процесори мали понад 1000 кубітів, при цьому кількість квантових процесорів менше 1000 все ще залишається нормою. 

## Алгоритми
NISQ-алгоритми – це квантові алгоритми, розроблені для квантових процесорів у еру NISQ. Типовими прикладами є квантовий варіаційний розв'язувач власних чисел (VQE) та квантовий наближений алгоритм оптимізації (QAOA), які використовують пристрої NISQ, але переносять деякі обчислення на класичні процесори.  Ці алгоритми успішно застосовувалися в квантовій хімії та мають потенційне застосування в різних галузях, включаючи фізику, матеріалознавство, науку про дані, криптографію, біологію та фінанси.  Однак через шум під час роботи схеми вони часто вимагають методів зменшення помилок.     Ці методи являють собою спосіб зменшення впливу шуму шляхом запуску набору схем та застосування постобробки до виміряних даних. На відміну від квантової корекції помилок, де помилки постійно виявляються та виправляються під час роботи схеми, зменшення помилок може використовувати лише результат роботи схем із шумом.

## Позаду ери NISQ
Створення комп'ютера з десятками тисяч кубітів та достатньою кількістю можливостей корекції помилок зрештою поклало б край ері NISQ.  Ці пристрої, що виходять за рамки NISQ, змогли б, наприклад, реалізувати алгоритм Шора для дуже великих чисел та зламати шифрування RSA . 
У квітні 2024 року дослідники Microsoft оголосили про значне зниження рівня помилок, для якого потрібно лише 4 логічних кубіти, що свідчить про те, що квантові обчислення у великому масштабі можуть бути реалізовані лише через роки, а не десятиліття. 

## Зовнішні посилання
- Лекція Джона Прескілла про еру NISQ